# Ourapteryx monticola
Ourapteryx monticola är en fjärilsart som beskrevs av Inoue 1986. Ourapteryx monticola ingår i släktet Ourapteryx och familjen mätare. Inga underarter finns listade i Catalogue of Life.